# Sagua de Tánamo
Sagua de Tánamo är en ort i Kuba.   Den ligger i provinsen Provincia de Holguín, i den östra delen av landet, 800 km öster om huvudstaden Havanna. Sagua de Tánamo ligger 27 meter över havet och antalet invånare är 18 282.
Terrängen runt Sagua de Tánamo är platt åt nordost, men åt sydväst är den kuperad. Runt Sagua de Tánamo är det ganska tätbefolkat, med 75 invånare per kvadratkilometer. Det finns inga andra samhällen i närheten. I omgivningarna runt Sagua de Tánamo växer huvudsakligen savannskog.